# Atoposmia hypostomalis
Atoposmia hypostomalis är en biart som först beskrevs av Michener 1949.  Atoposmia hypostomalis ingår i släktet Atoposmia och familjen buksamlarbin. Inga underarter finns listade i Catalogue of Life.